# Projektive Hierarchie
Die projektive Hierarchie wird im mathematischen Teilgebiet der deskriptiven Mengenlehre untersucht; sie ist eine nach einem bestimmten Bildungsgesetz stufenweise aufgebaute Hierarchie von Mengen, deren unterste Stufe mit den Borelmengen beginnt. Das ursprüngliche Interesse lag zwar in der Untersuchung der Teilmengen des Kontinuums, das heißt der Menge der reellen Zahlen, es hat sich aber gezeigt, dass man die Theorie ebenso leicht für polnische Räume entwickeln kann, insbesondere lässt sich dann der Baire-Raum im unten vorgestellten Bildungsgesetz verwenden. Die projektive Hierarchie wurde 1925 von Lusin und Sierpiński eingeführt.

## Definition
Die nun folgende rekursive Definition lehnt sich strukturell an die Borel-Hierarchie an, zur Unterscheidung wird hier als oberer Index eine Eins verwendet. {\displaystyle X} stehe für einen polnischen Raum, {\displaystyle {\mathcal {N}}=\omega ^{\omega }} sei der Baire-Raum,  das heißt das {\displaystyle \omega }-fache kartesische Produkt von {\displaystyle \omega }, versehen mit der Produkttopologie, wobei {\displaystyle \omega } die in der Mengenlehre übliche Bezeichnung für die Menge der natürlichen Zahlen ist.
- {\displaystyle \Sigma _{1}^{1}:={\mathcal {A}}}, die Klasse aller analytischen Mengen.
- {\displaystyle \Pi _{n}^{1}:=\left\{S\subseteq X|X\setminus S\in \Sigma _{n}^{1}\right\}} für {\displaystyle n\in \mathbb {N} }, das heißt, die {\displaystyle \Pi _{n}^{1}}-Mengen sind die Komplemente der {\displaystyle \Sigma _{n}^{1}}-Mengen.
- {\displaystyle \Sigma _{n+1}^{1}} sei die Klasse aller Mengen der Form {\displaystyle p_{1}(A)}, wobei {\displaystyle p_{1}\colon X\times {\mathcal {N}}\rightarrow X} die Projektion auf die erste Komponente sei und {\displaystyle A} eine {\displaystyle \Pi _{n}^{1}}-Menge.
- {\displaystyle \Delta _{n}^{1}:=\Sigma _{n}^{1}\cap \Pi _{n}^{1}} für {\displaystyle n\in \mathbb {N} }.[3][4]

Eine Menge, die in einem der {\displaystyle \Delta _{n}^{1}} oder äquivalent der {\displaystyle \Sigma _{n}^{1}} oder {\displaystyle \Pi _{n}^{1}} liegt, heißt projektive Menge.

## Bemerkungen
- Obige Definition ist rekursiv. Man beginnt mit {\displaystyle \Sigma _{1}^{1}} als Klasse der analytischen Mengen, erklärt damit {\displaystyle \Pi _{1}^{1}} als Klasse der Komplemente und daraus mittels der angegebenen Projektionstechnik {\displaystyle \Sigma _{2}^{1}}. Damit ist dann wieder {\displaystyle \Pi _{2}^{1}} als Klasse der Komplemente erklärt, woraus sich dann wieder mittels obiger Projektionstechnik {\displaystyle \Sigma _{3}^{1}} ergibt, und so weiter. Das Projektionsverfahren zur Definition von {\displaystyle \Sigma _{n+1}^{1}} ist Namensgeber für die projektive Hierarchie. {\displaystyle \Delta _{n}^{1}} ist erklärt, sobald {\displaystyle \Sigma _{n}^{1}} und {\displaystyle \Pi _{n}^{1}} erklärt sind.

- Die Verwendung des Baire-Raums lässt sich prinzipiell vermeiden, denn dieser ist homöomorph zum Raum der irrationalen Zahlen, die man mit einer vollständigen Metrik versehen kann. Der Beweis zur vollständigen Metrisierbarkeit der irrationalen Zahlen ist im Wesentlichen der Nachweis, dass {\displaystyle G_{\delta }}-Mengen in polnischen Räumen wieder polnische Räume sind. Die zu konstruierende Metrik ist nicht die euklidische Metrik; daher ist die Verwendung des Baire-Raums natürlicher.

## Eigenschaften
Die Mengen in {\displaystyle \Pi _{1}^{1}} sind definitionsgemäß die Komplemente von analytischen Mengen, sie werden daher auch koanalytisch genannt. Die Mengen aus {\displaystyle \Delta _{1}^{1}} sind analytische Mengen, deren Komplemente ebenfalls analytisch sind. Nach einem Satz von Suslin sind dies genau die Borelmengen.
Die oben angegebenen Klassen erfüllen folgende Inklusionen
Auf einem überabzählbaren polnischen Raum sind alle angegebenen Inklusionen echt. Für einen höchstens abzählbaren polnischen Raum dagegen sind alle Mengen gleich der Potenzmenge des Raumes.
Alle Klassen {\displaystyle \Sigma _{n}^{1},\Pi _{n}^{1}} und {\displaystyle \Delta _{n}^{1}} sind abgeschlossen bezüglich abzählbarer Durchschnitte und abzählbarer Vereinigungen, insbesondere ist {\displaystyle \Delta _{n}^{1}} eine σ-Algebra. Die projektiven Mengen als Ganzes hingegen bilden für überabzählbare polnische Räume keine {\displaystyle \sigma }-Algebra. Die projektive Hierarchie lässt sich jedoch analog zur Borel-Hierarchie zu einer (seltener als die projektive Hierarchie betrachteten) Hierarchie von {\displaystyle \Delta _{\alpha }^{1},\Sigma _{\alpha }^{1},\Pi _{\alpha }^{1}} für beliebige abzählbare Ordinalzahlen {\displaystyle \alpha } fortsetzen. Die Vereinigung all dieser Mengen bildet die {\displaystyle \sigma }-Algebra der {\displaystyle \sigma }-projektiven Mengen.
Ist {\displaystyle f\colon X\rightarrow Y} eine Borel-Funktion zwischen polnischen Räumen und gehört {\displaystyle A\subset Y} zu einer der Klassen {\displaystyle \Sigma _{n}^{1},\Pi _{n}^{1}} oder {\displaystyle \Delta _{n}^{1}}, so auch {\displaystyle f^{-1}(A)}.
Jede {\displaystyle \Sigma _{1}^{1}}-Menge in {\displaystyle \mathbb {R} } ist Lebesgue-messbar und  jede {\displaystyle \Sigma _{1}^{1}}-Menge hat die Baire-Eigenschaft. Da sich diese Eigenschaften auf Komplemente übertragen, gilt das auch für {\displaystyle \Pi _{1}^{1}}-Mengen. Ferner hat jede überabzählbare {\displaystyle \Sigma _{1}^{1}}-Menge eine perfekte Teilmenge und daher die Mächtigkeit des Kontinuums. Für höhere Stufen der projektiven Hierarchie sind diese Eigenschaften in der Zermelo-Fraenkel-Mengenlehre mit Auswahlaxiom nicht mehr beweisbar. Gödel hat gezeigt, dass es unter der Annahme des Konstruierbarkeitsaxioms eine Menge in {\displaystyle \Delta _{2}^{1}} gibt, die nicht Lebesgue-messbar ist, und eine überabzählbare {\displaystyle \Sigma _{2}^{1}}-Menge, die keine perfekte Teilmenge enthält. Weitergehende Aussagen erfordern zum Teil stärkere Axiome, die über die Zermelo-Fraenkel-Mengenlehre hinausgehen, wie in den Kapiteln 25 (Descriptive Set Theory) und 32 (More Descriptive Set Theory) des unten angegebenen Lehrbuchs von Thomas Jech ausgeführt wird. Diese Eigenschaften hängen eng mit der Determiniertheit bestimmter Spiele zusammen. Tatsächlich lassen sie sich für Borelmengen aus der Borel-Determiniertheit folgern, welche in ZFC gilt. Nimmt man zusätzlich zu ZF das Determiniertheitsaxiom an, dessen relative Konsistenz zu ZF jedoch nicht in ZFC beweisbar ist und das im Widerspruch zum Auswahlaxiom steht, so sind sogar alle Teilmengen der reellen Zahlen Lebesgue-messbar, enthalten eine nicht-leere perfekte Teilmenge und besitzen die Baire-Eigenschaft. Die Forderung dieser Eigenschaften ist für die Klasse der projektiven Mengen dagegen zusammen mit dem Auswahlaxiom möglich, indem man die Determiniertheit eines jeden Spieles, dessen Gewinnmenge eine projektive Teilmenge des Baire-Raums ist, fordert (Axiom der projektiven Determiniertheit). Dieses wiederum folgt aus bestimmten Axiomen über die Existenz großer Kardinalzahlen. Bereits die Determiniertheit eines jeden Spieles mit analytischer Gewinnmenge lässt sich jedoch in ZFC nicht beweisen.